# Phalanta ephyra
Phalanta ephyra är en fjärilsart som beskrevs av Frederick DuCane Godman och Osbert Salvin 1888. Phalanta ephyra ingår i släktet Phalanta och familjen praktfjärilar. Inga underarter finns listade i Catalogue of Life.